# 阿尔方斯·希卢萨尔斯基
阿尔方斯·希卢萨尔斯基（波蘭語：Alfons Ślusarski，1942年1月23日—），波兰男子赛艇运动员。他曾代表波兰参加世界赛艇锦标赛，获得一枚铜牌。他也曾参加1964年、1968年、1972年和1976年夏季奥运会。